# 恋うた (音速ラインの曲)
「恋うた」（こいうた）は、日本のバンド音速ラインの7枚目のシングルである。2007年6月6日発売。発売元はユニバーサルミュージック/NAYUTAWAVE RECORDS。

## 概要
- 通常盤と初回限定盤の二種リリース。初回限定盤にはボーナストラックとして「雨待ち」を収録している。
- カップリングには1986年に高見沢俊彦が小泉今日子に提供した曲のカバーを収録[1]。

## 収録曲

### 通常盤
1. 恋うた(4:18)
作詞・作曲：藤井敬之、編曲：音速ライン
2. 木枯らしに抱かれて(3:07) 
作詞・作曲：高見沢俊彦

### 初回限定盤
1. 恋うた(4:18)
2. 木枯らしに抱かれて(3:07)
3. 雨待ち(4:00)
作詞・作曲：藤井敬之、編曲：音速ライン

## 収録アルバム

### 恋うた
- オリジナル『三枚おろし』（2007年11月14日）
- ベスト『おとし玉～ベリー ベスト オブ 音速ライン』（2009年1月14日）

### 木枯らしに抱かれて
- ベスト『風味絶佳～音速ライン レア・トラック集～』（2009年12月16日）

### 雨待ち
- ベスト『風味絶佳～音速ライン レア・トラック集～』（2009年12月16日）

## タイアップ
- 恋うた：テレビ東京系「スキバラ」エンディングテーマ